# برنامج جنو لمعالجة الصور
برنامج جنو لمعالجة الصور (بالإنجليزية: GNU Image Manipulation Program؛ أو اختصاراً GIMP بالعربية جمب)‏، هو برنامج يستخدم للتعامل مع الصور بحيث يقوم بتحسين مظهر الصور  بالإضافة إلى إعادة تحجيمها وقصها، والتعديل على الألوان وإضافة الفلاتر لها، وتجميع عدة صور مع بعضها البعض، وإزالة المكونات غير مرغوب بها (تشذيب)، كذلك يستخدم للتحويل بين صيغ الصور المختلفة بالإضافة إلى رسم الشعارات. جمب يمكنه أيضًا إنشاء صور متحركة بهيئة  GIF. بدأ المشروع في عام 1995 ويديره الآن مجموعة من المتطوعين. جمب برنامج حر مرخّص تحت رخصة جنو العمومية، يعمل جمب على مجموعة من نُظُم التشغيل مثل لينكس وويندوز كما أنه يعتمد على مكتبات جتك+ من أجل بناء واجهة البرنامج الرسومية.

## التاريخ
في أغسطس من عام 1995 كان كل من وبيتر متيس وسبنسر كيمبل يعملان على مشروع من أجل فصل علم الحاسوب الدراسي في جامعة كاليفورنيا، وبعدها أهملوا الفكرة التي كانوا يعملون عليها، وفكّروا في فكرة مختلفة وهي برنامج للتعامل مع الصور يعتمد على البكسل.
بعد ستة أشهر، في يناير من عام 1996 ظهر الإصدار الأول التجريبي من جمب (0.54) وتمّ نشره في شبكة الإنترنت. كانت الإصدارات الأوّلية من جمب تعتمد على مكتبة Motif من أجل بناء واجهتها الرسومية، بعدها تُقرر الاستغناء عن Motif لعدّة أسباب ومن هنا وُلدت مكتبة جتك+ المكتبات الحرّة لبناء الواجهات الرسومية.
ساعد الكثير من المطورين المتطوعين مؤسسي البرنامج في تحسينه، حيث كان يحتوي البرنامج على مجموعة من العيوب كمجموعة من مشاكل إدارة الذاكرة وعدم دعم الشفافيات، وبعد وقت طويل أُصْدِرَت النسخة 0.99 في فبراير من عام 1997، حيث احتوى هذا الإصدار على الميزات الأساسية والمعمارية التي لا زال جمب مَبني عليها.
في يونيو 1998 ظهرت النسخة الأولى من جمب 1.0، في هذه المرحلة فصلت مكتبة جتك+ وجمب عن بعضهما البعض وأصبحا مشروعين مستقلين، حيث ظهر اهتمام شركة ردهات بمكتبة GTK واضحًا وذلك لتطوير سطح المكتب جنوم.
في الإصدارة جمب 1.1 كان التركيز على إصلاح العلل ونقل جمب ليعمل على منصة الويندوز. في أثناء هذا كانت مكتبة جتك+ تتألق بشكل مبهر حيث انتقل إلى تطويرها مجموعة من مطوري جمب الأصليين.
في ديسمبر من عام 2000 ظهرت الإصدارة الأخيرة من السلسلة الأولى لجمب نسخة 1.2. ركزت هذه الإصدارة على دعم اللغات الدولية مع تقليل تسرب الذاكرة وتحسين القوائم.
في مارس 2004 ظهرت نسخة جمب 2.0، وكان أكبر تغيير شكلي هو الانتقال إلى سلسلة 2 من مكتبة جتك+ والتي بدورها قدمت الكثير من المميزات الرسومية.
في أكتوبر 2007 ظهرت النسخة 2.4 وتميزت بإعادة النظر في الواجهة والأدوات وإعادة كتابة أدوات التحديد.
في أكتوبر 2008 ظهرت نسخة جمب 2.6 وهي من الإصدارت التي تميزت بإعادة النظر في الواجهة وأداة التحديد الحر وأدوات الفرشاة. وبشكل تدرجي بدأ جمب في اعتماد مكتبة GEGL الرسومية وذلك للتعامل مع الأعماق اللونية العميقة.
في مايو 2012 وبعد ثلاث سنوات من التطوير، ظهرت نسخة جمب 2.8 وأهم مميزات هذه الإصدارة دعم مجموعات الطبقات، وتحرير النص على الرسمة، ونمط النافذة الواحدة، ونقل رسم الأدوات إلى مكتبة الرسم الحديثة Cairo.
في أبريل 2018 وبعد ست سنوات من إصدار 2.8، أطلقت النسخة 2.10 من جمب، أهم مميزات هذه الإصدارة الانتقال إلى محرك جديد لمعالجة الصور يدعى GEGL، أصبحت إدارة الألوان ميزة رئيسة في البرنامج حيث تعتمدها كل أدواته المختلفة، إضافة ميزة معاينة المرشحات مباشرة، ودعم فرش MyPaint، إضافة سمات جديدة للبرنامج الداكنة والرمادية والفاتحة.

## المميزات
- برنامج احترافي ومجاني بالكامل وحر، ولا يلزم منك دفع مبالغ كبيرة حتى تستخدمه، بل يمكنك تنزيله واستخدامه بالمجان.
- يدعم اللغة العربية.
- إمكانية تحسين مظهر الصور والتعديل على الألوان وإزالة المكونات غير المرغوب فيها.
- جمب برنامج خفيف وصغير الحجم فهو لا يتجاوز 16 ميجابايت.
- يمتلك مجموعة متكاملة من أدوات التلوين (painting tools).
- تقنية مميزة لصقل الحواف Anti-Aliasing (Sub-pixel sampling) متوفرة لجميع الأدوات.
- مولد تدرجات غاية في الروعة بإمكانات كبيرة.
- إمكانية إضافة فراشي وتدرجات ونماذج (patterns) مخصصة.
- دعم الأجهزة الحديثة للفنانين الرقميين، مثل المرقمة (digitizer) والأقلام الضوئية، مع خيارات متعددة لهذه الأدوات.
- إمكانية البرمجة الخارجية (scripting) لاستدعاء الأوامر من خارج البرنامج Script-fu، مع دعم البرمجة المتقدمة بعدة نماذج Scheme, Python, Perl.
- يمتلك جمب حوالي 150 مرشح ومؤثر قياسي، وهناك الكثير من المرشحات المتوفر على الوب.[62]

## نسخ مُعدلة
- GimPhoto

## وصلات خارجية
- الموقع الرسمي
- برنامج جنو لمعالجة الصور على موقع Open Hub (الإنجليزية)
- برنامج جنو لمعالجة الصور على موقع Free Software Directory (الإنجليزية)
- برنامج جنو لمعالجة الصور على موقع Framasoft (الفرنسية)
- برنامج جنو لمعالجة الصور على موقع SourceForge (الإنجليزية)